# Londigny
Londigny és un municipi francès situat al departament del Charente i a la regió de la Nova Aquitània. L'any 2007 tenia 244 habitants.

## Demografia

### Població
El 2007 la població de fet de Londigny era de 244 persones. Hi havia 100 famílies de les quals 28 eren unipersonals (12 homes vivint sols i 16 dones vivint soles), 40 parelles sense fills, 24 parelles amb fills i 8 famílies monoparentals amb fills.
La població ha evolucionat segons el següent gràfic:
Habitants censats

### Habitatges
El 2007 hi havia 140 habitatges, 108 eren l'habitatge principal de la família, 22 eren segones residències i 10 estaven desocupats. Tots els 139 habitatges eren cases. Dels 108 habitatges principals, 93 estaven ocupats pels seus propietaris, 14 estaven llogats i ocupats pels llogaters i 1 estava cedit a títol gratuït; 2 tenien una cambra, 5 en tenien dues, 19 en tenien tres, 26 en tenien quatre i 56 en tenien cinc o més. 92 habitatges disposaven pel capbaix d'una plaça de pàrquing. A 51 habitatges hi havia un automòbil i a 47 n'hi havia dos o més.

### Piràmide de població
La piràmide de població per edats i sexe el 2009 era:
| Homes | Edats   | Dones |
| ----- | ------- | ----- |
| 0     | 95 o +  | 0     |
| 0     | 90 a 94 | 0     |
| 0     | 85 a 89 | 0     |
| 4     | 80 a 84 | 0     |
| 8     | 75 a 79 | 16    |
| 8     | 70 a 74 | 16    |
| 4     | 65 a 69 | 12    |
| 8     | 60 a 64 | 4     |
| 8     | 55 a 59 | 12    |
| 4     | 50 a 54 | 8     |
| 16    | 45 a 49 | 12    |
| 8     | 40 a 44 | 8     |
| 4     | 35 a 39 | 4     |
| 4     | 30 a 34 | 0     |
| 4     | 25 a 29 | 4     |
| 8     | 20 a 24 | 4     |
| 4     | 15 a 19 | 8     |
| 8     | 10 a 14 | 4     |
| 4     | 5 a 9   | 0     |
| 4     | 0 a 4   | 4     |

## Economia
El 2007 la població en edat de treballar era de 143 persones, 93 eren actives i 50 eren inactives. De les 93 persones actives 83 estaven ocupades (46 homes i 37 dones) i 11 estaven aturades (5 homes i 6 dones). De les 50 persones inactives 31 estaven jubilades, 6 estaven estudiant i 13 estaven classificades com a «altres inactius».

### Ingressos
El 2009 a Londigny hi havia 109 unitats fiscals que integraven 252,5 persones, la mediana anual d'ingressos fiscals per persona era de 14.631 €.

### Activitats econòmiques
Dels 4 establiments que hi havia el 2007, 1 era d'una empresa de construcció, 2 d'empreses de comerç i reparació d'automòbils i 1 d'una empresa immobiliària.
L'únic servei als particulars que hi havia el 2009 era una fusteria.
L'any 2000 a Londigny hi havia 15 explotacions agrícoles que ocupaven un total de 624 hectàrees.

## Poblacions més properes
El següent diagrama mostra les poblacions més properes.